# 小虎隊
小虎隊（拼音: xiǎo hǔ duì、シャォフードゥイ、英語: The Little Tigers）は、1989年にデビューした台湾の男性アイドルグループ。「台湾の少年隊」と呼ばれた。

## メンバー
| 姓氏                   | プロフィール                       | 愛称   |
| ---------------------- | ---------------------------------- | ------ |
| ニッキー・ウー(呉奇隆) | 1970年10月31日（54歳）、新北市出身 | 霹靂虎 |
| ベニー・チェン(陳志朋) | 1971年5月19日（53歳）、台北市出身  | 小帥虎 |
| アレック・スー(蘇有朋) | 1973年9月11日（51歳）、台北市出身  | 乖乖虎 |

## 概要
1988年10月、オーディションに合格した3人で結成された。台湾でも人気があった日本の少年隊の影響を受けており、デビュー曲「青蘋果樂園」も少年隊の「What's your name?」のカバーである。
1992年、メンバーの兵役に伴い、グループの活動を休止し各自ソロ活動を開始。
1994年、再結成。1995年12月に解散。
2010年2月の旧正月に、中国中央電視台（CCTV）による新春大型番組｢春節聯歓晩会｣にメンバー3人揃って登場。

## 出演

### 映画
- 遊俠兒(1990年公開)

## ディスコグラフィ

### アルバム
|     | 中文                                | 日本語                            | 日付            |
| 01. | 新年快樂                            | ハッピー・ニュー・イヤー          | 1989年 1月1日   |
| 02. | 逍遙遊                              | 束縛されない                      | 1989年 4月30日  |
| 03. | 男孩不哭                            | ボーイズ・ドント・クライ          | 1989年 9月21日  |
| 04. | 紅蜻蜓                              | 赤とんぼ                          | 1990年 2月28日  |
| 05. | 星星的約會                          | 星空のデート                      | 1990年 9月30日  |
| 06. | 愛                                  | 愛                                | 1991年 10月31日 |
| 07. | 再見                                | さよなら                          | 1991年 12月22日 |
| 08. | BEST - Dance Remix                  | ベスト - ダンス・リミックス       | 1992年 1月31日  |
| 09. | 星光依舊燦爛                        | 今も星は煌めいている              | 1994年 12月9日  |
| 10. | 虎嘯龍騰 - 狂飆，1995年演唱會全紀錄 | 通じ合う心 - 嵐、ライブ1995全記録 | 1995年 12月22日 |

## その他

### 広告
- 1989年 - SYM